# Ilma Rakusa
Ilma Rakusa (přechýleně Rakusaová, * 2. leden 1946, Rimavská Sobota, Slovensko) je švýcarská překladatelka a spisovatelka slovenského původu, píšící německy.

## Život a dílo
Narodila se slovenskému otci a maďarské matce v roce 1946 v Rimavské Sobotě. Po studiu na gymnáziu v Curychu studovala v letech 1965–1971 romanistiku a slavistiku na univerzitě v Curychu, dále Paříži a Petrohradě. Promovala závěrečnou prací o motivech osamělosti v ruské literatuře.
Za svoji literární činnost získala řadu ocenění např. Švýcarskou knižní cenu (2009), či Berlínskou literární cenu (2017). Překládá také z maďarštiny, srbochorvatštiny, ruštiny a francouzštiny.

### České překlady z němčiny
- Moře moří: Vzpomínková pasáž. (orig. 'Mehr Meer: Erinnerungspassagen'). 1. vyd. Ve Zlíně: Archa, 2011. 372 S. Překlad: Alena Mrázková